# Brian Goodman
Brian Goodman (Boston, 1º giugno 1963) è un attore, regista, sceneggiatore televisivo e cinematografico statunitense.
Dopo aver lasciato la scuola all’età di 12 anni, visse l'esperienza della strada. Vendette droga, finì in prigione e si sposò molto giovane. La visione del film La canzone di Brian gli fece decidere di diventare attore.

## Carriera
Dopo aver partecipato a un’audizione per un film a budget ridotto, Southie, con Donnie Wahlberg, cominciò a scrivere sceneggiature. Nel 2008, in collaborazione con Wahlberg, scrisse e diresse il film Boston Streets, interpretato da Ethan Hawke e Mark Ruffalo, ispirato alla sua vita. Partecipò a molte produzioni televisive e cinematografiche, come nel film The Fast and the Furious: Tokyo Drift, terzo capitolo dell'omonima saga, interpretando il ruolo del padre di Sean Boswell; nonché anche in ruoli ricorrenti, come in Line of Fire, Lost e Rizzoli & Isles.

## Filmografia parziale

### Cinema
- Il castello (The Last Castle), regia di Rod Lurie (2001)
- Munich, regia di Steven Spielberg (2005)
- The Fast and the Furious: Tokyo Drift, regia di Justin Lin (2006)
- Chase - Scomparsa (Last Seen Alive), regia di Brian Goodman (2022)

### Televisione
- 24 – serie TV, 2 episodi (2003)
- Line of Fire – serie TV, 13 episodi (2003-2005)
- Lost – serie TV, 4 episodi (2007)
- Rizzoli & Isles – serie TV, 42 episodi (2010-2014)
- Lie to Me – serie TV, episodio 2x22 (2010)
- Castle – serie TV, episodi 3x13-3x24 (2011)
- Attrazione fatale (Fatal Attraction) – serie TV, 8 episodi (2023)

## Doppiatori italiani
Nelle versioni in lingua italiana dei suoi lavori, Brian Goodman è stato doppiato da:
- Francesco Pannofino ne Il castello, Line of Fire, The Fast and the Furious: Tokyo Drift
- Mauro Magliozzi in CSI: NY, Aquarius (ep. 2x01)
- Stefano De Sando in Leverage - Consulenze illegali, The Mob Doctor
- Fabrizio Temperini in 24
- Paolo Marchese in The Closer
- Vladimiro Conti in Lost
- Giorgio Locuratolo in Criminal Minds
- Giuliano Santi in NCIS: Los Angeles
- Mario Cordova in Lie To Me
- Roberto Stocchi in Justified
- Ambrogio Colombo in Rizzoli & Isles
- Gerolamo Alchieri in Bones
- Eugenio Marinelli in Castle
- Ennio Coltorti in Sons of Anarchy
- Paolo Buglioni in Revenge
- Antonio Sanna in Chance
- Stefano Santerini in Dirty John
- Gaetano Lizzio in Aquarius (st. 1)
- Gianluca Machelli in Aquarius (ep. 2x08)
- Luca Ghignone in Attrazione fatale